# Биненхоф (Хага)
Биненхоф  (на нидерландски: Binnenhof) е комплекс от сгради в градския център на Хага, намиращ се до езерото Хофвийвер.
В него се помещават двете камери на нидерландския парламент, министерството на общите въпроси и министър-председателМинистър-председателя на Нидерландия. Изграден е през 13 век в готическистил, като функционирал като резиденция на графовете на Холандия и се превръща в политически център на Нидерландската република през 1584 г. Част е от 100 нидерландски сгради, които са историческо наследство. Биненхоф е най-старата сграда на парламент, която функционира до днес в света.

## История
Малко се знае за произхода на Биненхоф. Предполага се, че земята около езерото Хофвийвер и малък чифлик за закупени от граф Флорис IV Нидерландски от Мейланд ван Вассенаар през ноември 1229 г. В периода 1230 – 1234 г. чифликът е разширен до малка цитадела. След като синът на Флорис и наследник Вилхем II е коронован римско-немски крал през 1248 г., когато строителството продължава. В периода 1248 – 1280 г. Вилхем построява Риддерзаал. От лявата и дясаната и страна са построени стени, които разделят имота на две – преди и зад сградата. Двете стени имат порти. От лявата страна на сградата, близо до езерото Хофвийвер са построени графската параклис и в близост до Ридерхуис (Рицарска къща). През 1256 г. Вилхелм II е умира в битка, преди Ридерзал да е завършен и замъкът е завършен по време на царуването на синът мъ Флорис V. Биненхоф е резиденция на графовете на Холандия за кратък период. След разпадането на къщата на Холандия през 1299 г. стрната става част от графство Ено. Графовете Хаинаут едва пребивават в Биненхоф в началото на 14 век. Херцог Албрехт I Баварски и неговият наследник Вилхелм II живеят в Биненхоф почти постоянно. По време на царуването им, замъкът претърпява значително разширение и постепенно става затворена сгради. 

## Галерия
- Среща на генералния секретар на холандската република членки в Ридерзаал през 1651 г.
- Реддерзаал през 1900 г.